# Liste der Naturschutzgebiete in Worms
Im rheinland-pfälzischen Worms gibt es zwei Naturschutzgebiete.
| Name                           | Bild | Kennung               | Kreis | Einzelheiten | Position | Fläche Hektar | Datum |
| ------------------------------ | ---- | --------------------- | ----- | --- | -------- | ------------- | ----- |
| Wormser Ried                   | BW   | 7319-019 WDPA: 82944  | Worms | Worms ehemalige Klärteiche einschließlich der umgebenden Verlandungszonen, Röhrichtbestände, Auwaldreste und Feuchtwiesen | ⊙        | 28,88         | 1968  |
| Der Spieß - An der Spießbrücke |      | 7319-153 WDPA: 162729 | Worms | Worms Feuchtgebiet im Bereich eines ehemaligen Altrheinarms                                                               | ⊙        | 9,26          | 1985  |
| Legende für Naturschutzgebiet  |      |                       |       | |          |               |       |